# Viorel Ion
Viorel Ion (n. 2 noiembrie 1967, Mărăcineni, județul Buzău, România) este un fost fotbalist român, cunoscut în special pentru perioada petrecută la FC Steaua București, Oțelul Galați și VfL Bochum și devenit antrenor încă din timpul finalului carierei sale de jucător. Ca antrenor, s-a remarcat la clubul său de origine, FC Gloria Buzău, pe care l-a dus între 2005 și 2008 din liga a III-a până în primul eșalon. A fost ultimul antrenor al acestei echipe înaintea desființării, ei, cu această ocazie el fiind suspendat doi ani pentru participarea la aranjarea de meciuri pentru mafia pariurilor.
Activează și în viața politică locală, fiind ales consilier local al municipiului Buzău din partea Partidului Social Românesc (PSRo).